# Penelope Mitchell

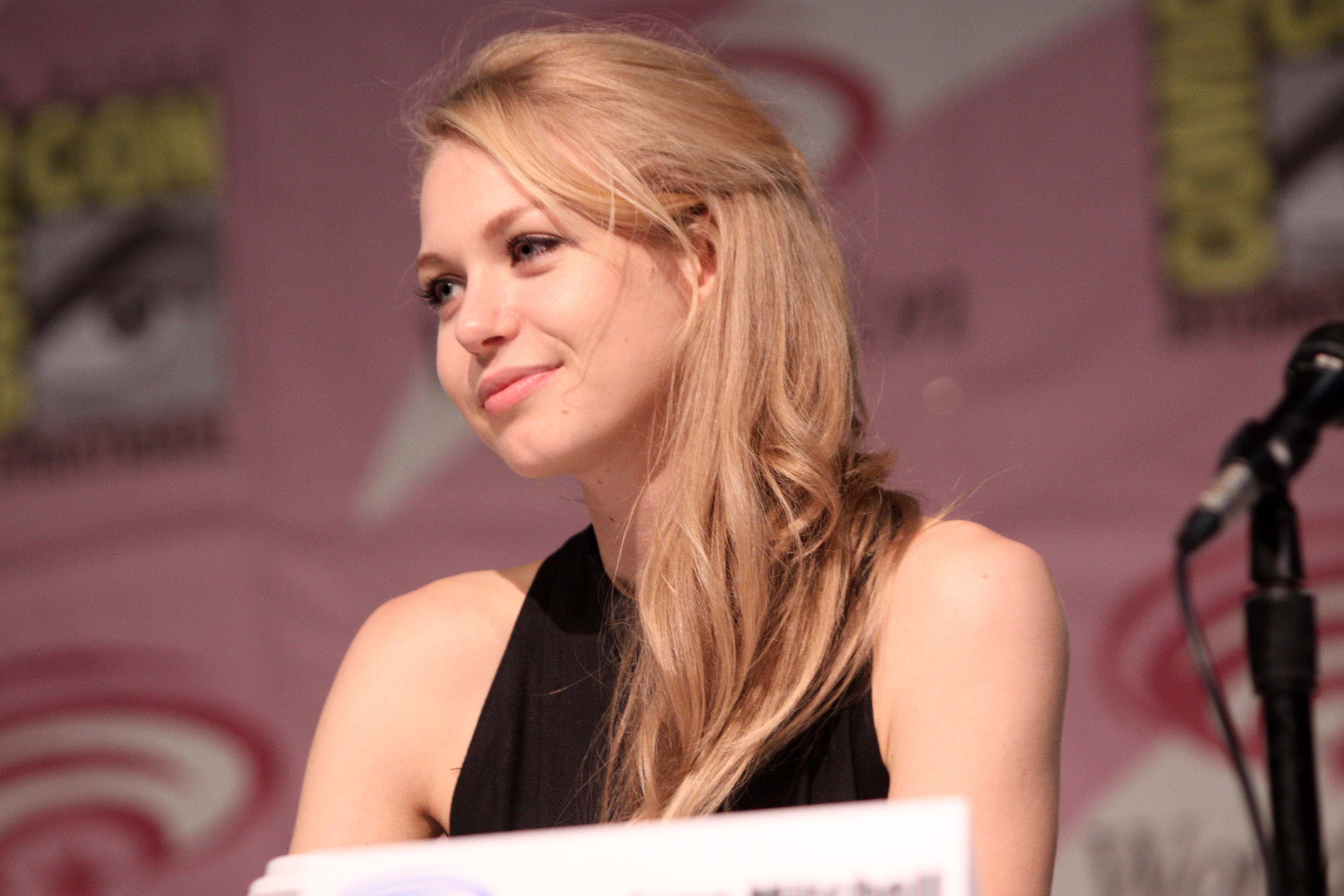
Penelope Mitchell (2013)

Penelope Mitchell (* 24. Juli 1991 in Melbourne) ist eine australische Schauspielerin.

## Leben und Karriere
Mitchell, Tochter einer französisch-stämmigen Mutter und eines Australiers, wuchs mit zwei älteren Brüdern in Australien auf. Sie ist eine Cousine der Schauspielerin Radha Mitchell. Mitchell nahm ab ihrem vierten Lebensjahr Ballettunterricht und übte es zwölf Jahre aus. Sie besuchte die Universität Melbourne um Jura zu studieren, schloss ihr Grundstudium aber in Kunst im Fach Medienkommunikation ab. Anschließend zog sie nach Los Angeles, um sich der Schauspielerei zu widmen.
Während ihres Studiums spielte sie in mehreren Kurzfilmen australischer Produktionen mit und war in jeweils einer Episode der australischen Fernsehserien Rush und Offspring zu sehen. Mit ihrem Umzug in die USA bekam sie eine Rolle in der Serie Hemlock Grove. Eine größere Bekanntheit erlangte sie durch ihre Rolle der Liv Parker in der Fernsehserie The Vampire Diaries.
2018 und 2019 wirkte sie als Nebenbesetzung in diversen Fernsehfilmen aber auch in Blockbustern wie Hellboy – Call of Darkness mit.

## Filmografie
- 2009: Rush (Fernsehserie, Episode 2x22)
- 2011: Offspring (Fernsehserie, Episode 2x07)
- 2011: The Fat Lady Swings (Kurzfilm)
- 2011: The Grace of Others (Kurzfilm)
- 2011: Nightshift of the Vampire (Kurzfilm)
- 2011: Meth to Madness (Kurzfilm)
- 2012: The Wishful (Kurzfilm)
- 2012: 6 Plots (Fernsehfilm)
- 2012: Green Eyed (Kurzfilm)
- 2013: The Joe Manifesto (Fernsehfilm)
- 2013: Hemlock Grove (Fernsehserie, 13 Episoden)
- 2014: The Waiting Game (Kurzfilm)
- 2014–2015: Vampire Diaries (The Vampire Diaries, Fernsehserie, 20 Episoden)
- 2015: Zipper
- 2015: The Fear of Darkness
- 2015: Der Fluch von Downers Grove (The Curse of Downers Grove)
- 2015: Curve (Horror)[3]
- 2017: Apartment 212 (Gnaw)
- 2018: The Time Capsule (Fernsehfilm)
- 2018: The Midwife’s Deception (Fernsehfilm)
- 2018: Between Worlds
- 2018: Look Away
- 2019: Hellboy – Call of Darkness (Hellboy)
- 2020: Becoming
- 2022: The Hyperions – Die Superheldenakademie (The Hyperions)
- 2022: Star Trek: Picard (Fernsehserie, 4 Episoden)
- 2022: R.I.P.D. 2: Rise of the Damned
- 2023: What You Wish For
- 2023: Muzzle
- 2024: Oh, Canada
- 2024: Sting